# Hydriomena gracillima
Hydriomena gracillima är en fjärilsart som beskrevs av Mcdunnough 1944. Hydriomena gracillima ingår i släktet Hydriomena och familjen mätare. Inga underarter finns listade i Catalogue of Life.